# Egon Karp
Egon Erich Karp (* 14. Februar 1941) ist ein ehemaliger Angestellter und Politiker aus Augsburg. Von September 2000 bis September 2001 leitete er insgesamt ein Jahr lang kommissarisch die Geschäfte des Bundesvorsitzenden der Tierschutzpartei.

## Leben
Karp beteiligte sich mit acht weiteren Personen Anfang 1993 an der Gründung der Partei Mensch Umwelt Tierschutz. Ab 1995 war er deren stellvertretender Bundesvorsitzender. Auf dem Bundesparteitag von 1999 wurde er in diesem Amt bestätigt. Nachdem die damalige Parteivorsitzende Gisela Bulla am 8. September 2000 von ihrem Amt zurücktrat, war Karp für die Dauer von einem Jahr kommissarischer Vorsitzender, ehe ein Jahr später Jürgen Gerlach auf dem Bundesparteitag am 29. September 2001 zum neuen Bundesvorsitzenden gewählt wurde. Karp übernahm daraufhin das Amt des Vorsitzenden der Bundessatzungskommission und gehörte dem Bundesvorstand in der Folgezeit weiterhin als Beisitzer an. Karp war für seine Partei unter anderem Kandidat bei der Bundestagswahl 1998 sowie bei der Europawahl von 1999.